# 伊万·卡巴诺夫
伊凡·格里戈里耶维奇·卡巴诺夫（俄语：Ива́н Григо́рьевич Кабанов，1898年1月22日（2月3日）—1972年7月2日）是苏共中央主席团候补委员，是苏联对外贸易部部长、苏联电力工业部部长、国家物资和技术供应委员会主席、苏联部长会议副主席。他还是《中华人民共和国和苏维埃社会主义共和国联盟通商航海条约》签订时的苏方全权代表。